# Subate
Subate er beliggende i Daugavpils distrikt i det sydøstlige Letland og fik byrettigheder i 1917. Byen ligger ved ved en af de ældste handelsveje i landskabet Selonia, meget tæt på grænsen til Litauen. Før Letlands selvstændighed i 1918 var byen også kendt på sit tyske navn Subbath.